# Muflon (wzgórze)
Muflon – wzgórze w polskiej części Gór Opawskich, w Sudetach Wschodnich, o wysokości 314 m n.p.m. Położone na obszarze Lasu Trzebińskiego, w masywie Lipowca, 3 km na południowy wschód od Trzebiny i 6 km od Prudnika.

## Nazwa
Nazwa wzniesienia pochodzi od hodowanych w pobliżu, po czeskiej stronie granicy, muflonów. Po raz pierwszy została użyta na mapie „Park Krajobrazowy Góry Opawskie” autorstwa Andrzeja Małego.

## Historia
Droga przecinająca górę na dwie połowy stanowiła dawną granicę posiadłości trzebińskich, obecnie wyznacza granicę sołectw: Trzebina i Krzyżkowice. Las na Muflonie od strony Krzyżkowic od 1604 był własnością miasta Prudnik. W latach 20. XX wieku las opisany został jako „karczowisko”. Na Muflonie znajdują się pozostałości niewielkich kamieniołomów. Funkcjonowały one jeszcze w latach 90. XIX wieku.

## Turystyka
Las Trzebiński nigdy nie był nastawiony na turystykę. Atrakcjami turystycznymi Muflona są pozostałości po kamieniołomach oraz las, który jest ostoją zwierzyny.